# Polystachya caudata
Polystachya caudata är en orkidéart som beskrevs av Victor Samuel Summerhayes. Polystachya caudata ingår i släktet Polystachya och familjen orkidéer. Inga underarter finns listade i Catalogue of Life.